# Carex brevicuspis
Carex brevicuspis är en halvgräsart som beskrevs av Charles Baron Clarke. Carex brevicuspis ingår i släktet starrar, och familjen halvgräs.

## Underarter
Arten delas in i följande underarter:
- C. b. basiflora
- C. b. brevicuspis